# Liste der Gebietsänderungen in Sachsen 2024
Die Liste der Gebietsänderungen in Sachsen 2024 enthält Änderungen an Gemeindegebieten des Freistaats Sachsen in der Zeit vom 1. Januar 2024 bis zum 31. Dezember 2024. Dazu zählen unter anderem Zusammenschlüsse und Trennungen von Gemeinden, Eingliederungen von Gemeinden in eine andere, Änderungen des Gemeindenamens und Umgliederungen von Teilen einer Gemeinde in eine andere.

In Sachsen kam es im Jahr 2024 zu neun Gemeindegebietsänderungen. Alle damals entstandenen Gemeinden existieren noch heute.

## Legende
- Datum: juristisches Wirkungsdatum der Gebietsänderung
- Gemeinde vor der Änderung: Gemeinde vor der Gebietsänderung
- Gebietsänderung: Art der Gebietsänderung
- Gemeinde nach der Änderung: Gemeinde nach der Gebietsänderung
- Landkreis: Landkreis der Gemeinde nach der Gebietsänderung
- OT: Ortsteil

Die Sortierung erfolgt chronologisch: Datum, kreisfreie Städte, Landkreise, aufnehmende oder neu gebildete Gemeinde. Heute noch bestehende Gemeinden sind farbig unterlegt.

## Liste der Gebietsänderungen
| Datum      | Gemeinde vor Änderung                         | Gebietsänderung   | Gemeinde nach Änderung            | Landkreis       |
| ---------- | --------------------------------------------- | ----------------- | --------------------------------- | --------------- |
| 01.01.2024 | Borna 1,4 Hektar                              | Umgliederung nach | Kitzscher                         | Leipzig         |
| 01.01.2024 | Kitzscher 1,5 Hektar                          | Umgliederung nach | Borna                             | Leipzig         |
| 26.01.2024 | Wilkau-Haßlau 0,07 Hektar                     | Umgliederung nach | Zwickau                           | Zwickau         |
| 26.01.2024 | Zwickau 0,1 Hektar                            | Umgliederung nach | Wilkau-Haßlau                     | Zwickau         |
| 25.04.2024 | Neustadt/Vogtl. 0,9 Hektar                    | Umgliederung nach | Falkenstein/Vogtl.                | Vogtlandkreis   |
| 29.05.2024 | Rochlitz                                      | Namensänderung zu | Rochlitz, Stadt des Roten Porphyr | Mittelsachsen   |
| 11.07.2024 | Hartmannsdorf 2,5 Hektar mit 2 Einwohnern     | Umgliederung nach | Mühlau                            | Mittelsachsen   |
| 11.07.2024 | Mühlau 1 Hektar                               | Umgliederung nach | Hartmannsdorf                     | Mittelsachsen   |
| 30.08.2024 | Zeithain 41 Hektar                            | Umgliederung nach | Wülknitz                          | Meißen          |
| 30.08.2024 | Wülknitz 40,9 Hektar                          | Umgliederung nach | Zeithain                          | Meißen          |
| 28.08.2024 | Görlitz                                       | Namensänderung zu | Görlitz, Hochschulstadt           | Görlitz         |
| 28.08.2024 | Zittau                                        | Namensänderung zu | Zittau, Hochschulstadt            | Görlitz         |
| 01.09.2024 | Börnichen/Erzgeb. 1,2 Hektar mit 3 Einwohnern | Umgliederung nach | Zschopau                          | Erzgebirgskreis |
| 01.09.2024 | Zschopau 2,45 Hektar                          | Umgliederung nach | Börnichen/Erzgeb.                 | Erzgebirgskreis |

## Quelle
- Statistisches Landesamt Sachsen: Gebietsänderungen ab 1. Januar 2020 (XLSX-Datei; 17 kB)